# McRae (Arkansas)
McRae est une municipalité située dans l’État américain de l'Arkansas, dans le comté de White.